# Elastrus
Elastrus is een geslacht van kevers uit de familie  
kniptorren (Elateridae).
Het geslacht is voor het eerst wetenschappelijk beschreven in 1859 door Candèze.

## Soorten
Het geslacht omvat de volgende soorten:
- Elastrus aldabrensis Fleutiaux, 1922
- Elastrus ampedioides Fairmaire
- Elastrus anchastinus Candèze, 1859
- Elastrus cinnamomeus Schwarz
- Elastrus fulvipennis Fleutiaux, 1932
- Elastrus grandchampi Fleutiaux, 1935
- Elastrus morio (Candèze)
- Elastrus sardioderus Candeze
- Elastrus senegalensis Candeze
- Elastrus sicardi Fleutiaux, 1933
- Elastrus submurinus Fairmaire
- Elastrus tepidus Candeze
- Elastrus umbraticollis Schwarz